# Jessica Cameron (Schauspielerin)
Jessica Cameron (* 26. Februar 1990 in Owen Sound, Ontario, Kanada) ist eine kanadische Schauspielerin, Drehbuchautorin, Filmproduzentin und -regisseurin.

## Leben und Wirken
Jessica Cameron wuchs in Owens Sound in Kanada auf. Nach dem Besuch der West Hill Secondary School studierte sie Mode an der Ryerson University. Nach ihrem Abschluss zog sie nach Ohio und arbeitete als Modedesignerin. Parallel dazu nahm sie an einer Schauspielklasse teil. Nach ihrem ersten Auftritt als Opfer im Film Rage 2 – Dead Matter (2010) entschloss sie sich endgültig, Schauspielerin zu werden.
Der endgültige Durchbruch gelang Cameron 2011 mit der Syfy-Produktion Camel Spiders – Angriff der Monsterspinnen sowie Silent Night – Leise rieselt das Blut, einem Remake von Stille Nacht – Horror Nacht (1984). Sie wurde schließlich 2011 von der Website screamqueen.com zur „Scream Queen“ des Monats ernannt. Zu ihren weiteren Arbeiten als Schauspielerin zählte Santa’s Knocking (2015).
2013 erschien mit Truth or Dare ihr Regiedebüt. 2015 arbeitete sie beim Film Mania wieder als Regisseurin. Sie trat außerdem in der Reality-TV-Shows Brides of Beverly Hills und Scream Queen Stream auf. Bei letzterer führte sie auch Regie.

## Filmografie
Regie
- 2013: Truth or Dare
- 2014: Turn Off Your Bloody Phone - Film 4 Frightfest: The Dark Heart of Cinema
- 2014: Women in Horror Month: Massive Blood Drive
- 2015: Mania
- 2016–2017: Scream Queen Stream
- 2018: An Ending

Produktion
- 2013: Intrusive Behavior
- 2013: Truth or Dare
- 2014: Turn Off Your Bloody Phone - Film 4 Frightfest: The Dark Heart of Cinema
- 2014: Women in Horror Month: Massive Blood Drive
- 2015: Mania
- 2015: Save Yourself
- 2016–2017: Scream Queen Stream
- 2017: Puppet Killer
- 2017: Buckout Road
- 2018: An Ending

Kino und Video (Auswahl)
- 2008: Solitude of Love
- 2009: The Wrong Damn Thing to Say
- 2010: Rage 2 – Dead Matter
- 2011: Camel Spiders – Angriff der Monsterspinnen
- 2011: Deadly Dares: Truth or Dare Part IV
- 2012: Silent Night – Leise rieselt das Blut (Silent Night)
- 2013: 13/13/13
- 2014: Virginia Obscura
- 2015: Santa’s Knocking (All Through the House)
- 2016: South32
- 2017: American Guinea Pig: The Song of Solomon
- 2017: Red Eye
- 2018: Crypto Heads
- 2018: Solitary Confinement
- 2018: An Ending
- 2019: The Tombs
- 2020: Crypto Heads
- 2020: Human Zoo

Fernsehen
- 2011: Aidan 5
- 2011: Caught
- 2011: The Funny Man (Fernsehserie)
- 2011–2012: Two Doors Down (Fernsehserie)
- 2012: Brides of Beverly Hills
- 2014: Barry Morgan, Horror Geek (Fernsehserie)
- 2014: The Kill Corporation (Fernsehserie)
- 2016: Unwanted Guest (Fernsehfilm)
- 2917: The Milli Show
- 2018: Cooking It Up with Thomas Haley

Drehbuch
- 2013: Truth or Dare
- 2015: Women in Horror Month: Massive Blood Drive
- 2018: An Ending